# 조용익 (1934년)
조용익(趙容翊, 1934년 2월 20일~2023년 7월 2일)은 대한민국의 화가이다.
1934년 함경남도 북청군에서 태어나 1954년에 서울대학교 미술학부 회화과를 졸업했다. 1958년 '르뽕 3인전', 1961년 '제2회 파리비엔날레', 1962년 '악튀엘전' 등 한국 현대추상회화의 시작을 알린 주요 전시 참여작가로 활동했으며 한국미술협회 부이사장, 추계예술대 교수 등을 지냈다. 1967년과 69년 '제5, 6회 파리비엔날레'에 한국 전권대표로 참여하기도 했다. 주요 작품으로는 <77-626>, <76-725>, <74-114> 등이 있다.

## 주요 연혁[2]
- 1934년: 함경남도 북청군 출생
- 1954년: 서울대학교 미술학부 회화과 졸업
- 1964년: 서울미술연구원 개설[3]
- 1965-68: 신인예술상전 심사위원
- 1965-81: 서라벌예술대(현 중앙대학교) 객원교수
- 1967-69: 제 5,6회 파리비엔날레 전권대표
- 1974-92: 추계예술학교 교수
- 1974: 1981년 국전 추천작가, 초대작가
- 1977, 1983년: 한국미술협회 부이사장[4]
- 1991: 제 1회 광주비엔날레 조직위원, 대한민국미술대전 심사위원

## 작품 특징
60년대는 프랑스 앵포르멜의 영향을 받은 추상 작업을, 70년대 들어서는 갓, 한복, 장구 등을 담은 반 구상 작품 작업을 하다가 70년대 중반 단색화의 길로 들어섰다. 조용익은 한국 현대추상회화를 이끌었던 인물 중 한명으로 단색화로 된 작품이 대표적이다. 조용익의 작품은 다른 화가들과 다르게 화폭에 단일색을 칠하고 덮는 방식에서 더 나아가 색을 비우고 지우기를 병행하는 기법을 사용했다는 점인데, 7~8번 이상 밑칠 작업을 마친 화폭의 색이 마르기 전에 손가락이나 나이프, 또는 붓과 같은 도구로 밑색을 긁어내고 지워내거나 스크래치를 하며 균일한 형상을 연출한 것이 특징이다. 이 때문에 윤진섭 미술평론가는 "조용익 화백의 작품은 한국의 전통 옹기 문양인 지도문에서 모티브를 얻어 단색화의 한국적 정신세계를 고스란히 구현했다"고 평가했으며, 에드워드멀랭 갤러리 로레인 멀랭 대표는 "조용익은 한국의 단색화 장르에 깊이와 다양성을 높여주는 작가로, 비우기와 지우기 작업으로 동양적 정신 세계를 근본적으로 다루는 작품"이라고 평가하기도 했다.

## 전시경력
개인전
- 1974 신세계 미술관(서울)
- 1984 신세계 미술관(서울)
- 1990 문예진흥원 미술회관(서울)
- 2001 종로갤러리(서울)
- 2008 한갤러리(서울)
- 2008거홍갤러리(서울)

그룹전
- 1958 르뽕 3인전, 중앙공보관 (서울)
- 1958-1961 한국현대미술가협회전, 국립현대미술관 (서울)
- 1959-1969 조선일보 현대작가전, 국립현대미술관 (서울)
- 1961 제 2회 파리 비엔날레 (프랑스)
- 1961 연립전(현대미협,60년미협)- 국립현대미술관(서울)
- 1962-1965 악튀엘전, 중앙공보관 (서울)
- 1962 캐나다 만국박람회 미술전 (캐나다)
- 1962 말레이시아 한국작가전 (말레이시아)
- 1962 마닐라 한국 현대미술전 (마닐라)
- 1964 문화자유초대전(세계문화자유회의 한국본부 주최, 서울)
- 1966 한국현대작가전 (말레이시아)
- 1966 극동현대작가전 (뉴욕, 미국)
- 1967 제 9회 상파울루 비엔날레 (브라질)
- 1967 ISPAA 국제전, 신세계미술관 (서울)
- 1967 “EXPO67” 한국현대작가전 (몬트리올, 캐나다)
- 1969 제 1회 까뉴 국제 회화전 (까뉴, 프랑스)
- 1969 마닐라 한국청년 작가전 (마닐라)
- 1969 제 6회 파리 비엔날레 (프랑스)
- 1970 제 1회 한국미술대상전, 국립현대미술관 (서울)
- 1971 회화 오늘의 한국전, 명동화랑 (서울)
- 1973 조형과 반조형 한국현대미술전, 명동화랑(서울)
- 1973 한국 현역작가 100인전, 국립현대미술관 (과천)
- 1974- 1979 서울 70전, 신세계미술관 (서울)
- 1974 제 3회 인도 트리엔날레 (인도)
- 1974-1978 “국전” 추천작가 국립현대미술관
- 1976-1980 서울현대미술제, 국립현대미술관 (서울)
- 1977 한국현대화전, 대북 국립역사박물관 (대만)
- 1978 한국 현대미술 20년의 동향전, 국립현대미술관 (과천)
- 1979 한국미술 “오늘의 방법전” (문예진흥원주최)
- 1979-1981 “국전” 초대작가 국립현대미술관
- 1980 아시아현대미술전 도쿄미술관 (일본)
- 1980 한국현대미술대전(명성클럽주최)
- 1980 한국미술대상전 국립현대미술관
- 1980 한국.아랍 미술교류전 아랍문화회관 (서울)
- 1980 한국판화, 드로잉대전 국립현대미술관
- 1981 중앙미술대전 국립현대미술관
- 1983 한국현대미술전 (밀라노 이태리)
- 1984 국립현대미술초대전 (국립현대미술관)
- 1984 60년대의 한국현대미술, 엥포르멜과 그 주변 워커힐미술관 (서울)
- 1984 1960년대의 현대미술전 두손갤러리 (서울)
- 1985 서울미술대전, 서울시립미술관 (서울)
- 1986 한국 현대미술의 어제와 오늘전, 국립현대미술관 (과천)
- 1986 현대미술 상황전, 서울아시아경기대회조직위원회 (서울)
- 1986 서울 아시아 현대미술전, 국립현대미술관 (과천)
- 1987 한국현대미술초대전 (국립현대미술관)
- 1988 현대작가 초대전, 조선일보미술관 (서울)
- 1988 서울 미술대전, 서울시립미술관 (서울)
- 1989 추상작가의 구상전, 에이스아트 (서울)
- 1990 한국현대미술초대전 국립현대미술관 (과천)
- 1990 한국미술 - 오늘의 상황전 개관기념전, 예술의 전당 (서울)
- 1990 서울미술대전 서울시립미술관 (서울)
- 1990 한국현대미술, 원류를 찾아서 토탈미술관 (서울)
- 1993 전관 개관기념 현대미술전, 예술의 전당 (서울)
- 1994 한국 현대미술 50년전, 국립현대미술관 (과천)
- 1994 서울 국제 현대미술제, 국립현대미술관 (과천)
- 1994 한국의 추상미술 서남미술관 (서울)
- 1996 96문자와 이미지, 한림미술관 (대전)
- 2000 한국 현대미술의 시원, 국립현대미술관 (과천)
- 2000 한국과 서구의 전후 추상미술: 격정과 표현전, 호암갤러리 (용인)
- 2000 현대미술소장품, 서울대학교박물관 (서울)
- 2002 사유와 감성의 시대 전, 국립현대미술관 (과천)
- 2002 리움미술관 개관기념전, 리움미술관 (서울)
- 2004 고난 속에 피어난 추상전, 문예진흥원/ MIA미술관 (서울)
- 2015 Fermented Soul - 광복 70주년 그룹전, 케이트 신 갤러리 (뉴욕)
- 2015 Art&Life 전, 아트스페이스 벤 (서울)

## 같이 보기
- 현대미술가협회